# Rhinecanthus
Rhinecanthus là một chi cá biển trong họ Cá bò da. Chi này được lập ra vào năm 1831.

## Từ nguyên
Từ định danh rhinecanthus được ghép bởi hai âm tiết trong tiếng Hy Lạp cổ đại: rhí̄nē (ῥίνη; "cái giũa") và ákantha (ἄκανθα; "gai"), hàm ý đề cập đến việc chi này có gai vây lưng thô ráp chứ không nhẵn mịn như Balistes.

## Các loài
Tính đến hiện tại có 7 loài được ghi nhận trong chi này, bao gồm:
- Rhinecanthus abyssus Matsuura & Shiobara, 1989
- Rhinecanthus aculeatus (Linnaeus, 1758)
- Rhinecanthus assasi (Fabricius, 1775)
- Rhinecanthus cinereus (Bonnaterre, 1788)
- Rhinecanthus lunula Randall & Steene, 1983
- Rhinecanthus rectangulus (Bloch & Schneider, 1801)
- Rhinecanthus verrucosus (Linnaeus, 1758)

## Phân bố
Cả 7 loài kể trên đều có phân bố trải rộng ở khu vực Ấn Độ Dương - Thái Bình Dương, riêng R. aculeatus còn được tìm thấy ở cả Đông Đại Tây Dương.
Ở Việt Nam có 2 loài Rhinecanthus được ghi nhận là R. aculeatus và R. rectangulus.

## Sinh thái học
R. aculeatus và R. rectangulus còn có khả năng tạo ra âm thanh như nhiều loài cá bò khác trong họ.